# Чернышёв, Сергей Борисович
Серге́й Бори́сович Чернышёв (род. 4 августа 1952, Богодухов, Харьковская область, УССР, СССР) — российский философ
 и педагог, специалист в области организации и управления. Учредитель и директор Российского института.

## Биография
Родился в семье военнослужащего, семья часто переезжала: жил в Казахстане, на Дальнем Востоке, Москве и так далее. Школу окончил в Ахтубинске. Впоследствии поступил в Московский физико-технический институт на факультет управления и прикладной математики, который окончил в 1976 году. После окончания учёбы работал в отраслевых НИИ Госкомитета СССР по науке и технике и Госстроя СССР. Ученик Спартака Петровича Никанорова.
C 1980 по 1987 годы — научный консультант, помощник председателя Комитета молодёжных организаций СССР. В этот период его пригласили участвовать в Андроповском проекте. Он стал соавтором теоретических работ, в которых были обоснована необходимость концептуальных положения в стране. Для реализации предложенных реформ решением Совета Министров был создан исследовательский центр на базе НИИ внешнеэкономических связей СМ СССР. В 1987 году Сергей Борисович стал одним из создателей Международного фонда «Культурная инициатива», учреждённого Советским фондом культуры, Фондом мира и американским Фондом Сороса, и в течение первых трёх лет деятельности фонда руководил секретариатом его правления.
В 1988—1989 годах исследовательский центр на базе НИИ совместно с фондом «Культурная инициатива» выступил инициатором и координатором крупной международной программы «Открытый сектор в советской экономике». Был сформирован международный комитет экспертов из 16 стран под патронатом председателя Совета министров СССР Николая Рыжкова. В шести проблемных группах работали свыше 60 руководителей министерств и ведомств, ведущих экономистов, юристов и социологов. Цель проекта — создание системы межвалютных шлюзов, зон и полюсов роста для эволюционной модернизации советской хозяйственной системы.
В 1989 году стал президентом интеллектуального клуба «Гуманус» (до 1994). В это же период впервые вышли в печать его работы, подписанные настоящим именем.
В 1991 году начал руководить группой аналитиков Внешнеполитической ассоциации. В это время он избегал публичности: не выступал на телеканалах, массовых мероприятиях. В 1993 году выпустил книгу «Смысл. Периодическая система его элементов». В этом же году принял участие в работе российско-британского Междисциплинарного академического центра социальных наук («Интерцентр»). Через год вошёл в состав его учёного совета. В 1992 году реализовал собственный проект «Иное. Хрестоматия нового российского самосознания».
С 1996 по 2006 год преподавал в Государственном университете — Высшей школе экономики, профессор кафедры общего и стратегического менеджмента, затем кафедры институциональной экономики.
В 1996 году совместно с Ярославом Кузьминовым и Глебом Павловским учредил Русский институт, в котором являлся директором. В 1997 году Русский институт учредил ежедневное интернет-издание о культуре, политике и обществе — «Русский журнал». В дальнейшем под эгидой института был осуществлён ряд сетевых и издательских проектов.
В 2000 году стал директором Института корпоративного предпринимательства ГУ— ВШЭ. А через год стал генеральным директором некоммерческого партнёрства «Центр корпоративного предпринимательства», учреждённого группой российских предпринимателей, политических и общественных деятелей.
Летом 2001 года в числе инициаторов созыва «Гражданского форума» вошёл в состав его оргкомитета и рабочей группы.
В 2002 году выступил учредителем Первого национального фонда кадровых инвестиций, через три года учредил консультативный совет Управляющей компании №1, где был председателем.
С 2005 по 2008 годы являлся членом Проектного комитета ГидроОГК. Затем выступил независимым директором управляющей компании «ИПФ-АГРО».
До 2014 года являлся членом совета Российской ассоциации международного сотрудничества и Общественного совета при Министерстве промышленности и торговли России.
С 2012 — директор Центра корпоративного предпринимательства МФТИ, научный руководитель Лаборатории институционального проектного инжиниринга. Через год стал координатором Рабочей группы по преобразующему инвестированию.
С 2016 года — член экспертного совета при Правительстве России.
Считает, что именно Советский Союз победил в космической гонке.